# Ekimcsan
Ekimcsan (oroszul: Экимчан) városi jellegű település Oroszország ázsiai részén, az Amuri területen, a Szelemdzsai járás székhelye. Népessége: 1212 fő (a 2010. évi népszámláláskor).

## Elhelyezkedése
Az Amuri terület keleti peremén, a fő közlekedési utaktól távol, Blagovescsenszk területi székhelytől 655 km-re északkeletre, a Szelemdzsa (a Zeja mellékfolyója) felső folyásának partján helyezkedik el. A legközelebbi vasútállomás a 170 km-re délnyugatra, a Bajkál–Amur-vasútvonalon fekvő Fevralszkban van.

## Története
Evenki eredetű neve feltehetően az Akim személynév -csan kicsinyítő képzős alakjából keletkezett. Egy másik magyarázat szerint az evenki szó a folyóból kifogott hal megtisztításának helyére utal.
A település 1882-ben keletkezett, 1961-ben kapott városi jellegű település rangot. A járás és a település története összefonódott az aranytermeléssel. A környéken találhatók a régió legnagyobb aranyércbányái.
Repülőterét 1938-ban kezdték építeni (nem betonozott), és az 1990-es évek elejéig működött. Napjainkban kisebb gépeket, néhány helyi járatot fogad, rekonstrukciója régóta húzódik. 